# Cydosia westwoodi
Cydosia westwoodi är en fjärilsart som beskrevs av Druce 1897. Cydosia westwoodi ingår i släktet Cydosia och familjen nattflyn. Inga underarter finns listade i Catalogue of Life.